# Dadá Maravilha
Dario José dos Santos (Rio de Janeiro, 1946. március 4. –) világbajnok brazil válogatott labdarúgó.
A brazil válogatott tagjaként részt vett az 1970-es világbajnokságon.

## Pályafutása

### A válogatottban
1970 és 1973 között 7 alkalommal szerepelt a brazil válogatottban. Tagja volt az 1970-es világbajnok csapatnak.

## Sikerei, díjai
Atlético Mineiro
- Brazil bajnok (1): 1971
- Mineiro bajnok (2): 1970, 1978

Sport Recife
- Pernambucano bajnok (1): 1975

Internacional
- Brazil bajnok (1): 1976
- Gaúcho bajnok (1): 1976

Bahia
- Baiano bajnok (1): 1981

Goiás
- Goiano bajnok (1): 1983

Brazília
- Világbajnok (1): 1970

Egyéni
- A Mineiro bajnokság gólkirálya (4): 1969, 1970, 1971, 1972
- A brazil bajnokság gólkirálya (3): 1971, 1972 (17 gól), 1976 (16 gól)